# Caccobius sordidus
Caccobius sordidus là một loài bọ cánh cứng trong họ Bọ hung (Scarabaeidae).